# Partido Comunista de Indonesia
El Partido Comunista de Indonesia (PKI, en indonesio: Partai Komunis Indonesia) fue fundado en 1920 en Semarang, surgiendo de la Asociación Socialdemócrata de las Indias (Indische Sociaal-Democratische Vereeniging, ISDV). El PKI se llamaba inicialmente Asociación Comunista de las Indias (Perserikatan Komunis di Hindia).
Esta organización se perfiló como el partido comunista no gobernante más grande del mundo, hasta que en 1965 a 1967, ocurrió un genocidio anticomunista que exterminó aproximadamente a un millón de sus militantes y simpatizantes, el cual fue respaldado por los Estados Unidos, Reino Unido y Australia.

## Historia

### Fundación y primeros años
El PKI fue el primer partido comunista de Asia y se convirtió en sección de la Internacional Comunista al poco tiempo de su fundación. Fue ilegalizado por el gobierno colonial de las Indias Orientales Neerlandesas tras su participación en los levantamientos en Banten y en el oeste de Sumatra, pasando a la clandestinidad en 1927.
Después de la capitulación japonesa en 1945 el PKI volvió a la vida pública tomando parte activa en la lucha por la independencia de Indonesia. El ala izquierda del Partido Socialista de Indonesia (Partai Sosialis Indonesia) se integró en el PKI en 1948.
Después de apoyar las revueltas campesinas de Madiun en 1948, el PKI fue ilegalizado por el gobierno ya independiente de Indonesia durante un corto período. En la década de 1950 el PKI adoptó unas posiciones nacionalistas bajo la dirección de Dipa Nusantara Aidit, apoyando las políticas anticolonialistas y opuestas a Occidente del gobierno del presidente Sukarno.
Con un creciente apoyo popular y casi 3 millones de afiliados en 1965, el PKI era el mayor partido comunista aparte de los de la URSS y la República Popular China. La creciente influencia del PKI incomodaba a los Estados Unidos. Asimismo, y aunque Sukarno mantuvo una cierta benevolencia con los comunistas, veía peligrar su régimen ante el rápido y fuerte ascenso de estos. También veían peligrar sus privilegios sociales los líderes religiosos del Islam (Indonesia es el país con más musulmanes del mundo) y los sectores más nacionalistas del Ejército.

### Genocidio anticomunista de 1965-1966
En la noche del 30 de septiembre de 1965, el movimiento formado por oficiales medios del Ejército secuestró y asesinó a 6 altos generales alegando impedir un golpe de Estado. El PKI fue acusado de instigar un intento de golpe de Estado y sirvió de pretexto para el golpe del general Suharto. El PKI sufrió una durísima represión en la que más de 500.000 de sus miembros y simpatizantes fueron asesinados y más de un millón fueron detenidos. Las listas de sospechosos de ser comunistas fueron supuestamente proporcionadas por la CIA. En 1966, el PKI y toda su órbita (periódicos, revistas y demás publicaciones) quedaron totalmente al margen de la ley.
Algunos de estos hechos fueron reflejados en la popular novela y película El año que vivimos peligrosamente, que estuvo prohibida en Indonesia hasta 1999. La novela fue escrita por el australiano Cristopher Koch en 1978 y llevada al cine por Peter Weir en 1982. La película estaba protagonizada por Mel Gibson y Sigourney Weaver, entre otros actores.
Según Amnistía Internacional, en 1998 aún quedaban 13 ancianos en las cárceles indonesias acusados de pertenecer al PKI. Los antiguos miembros del PKI están (en 2004) apartados de determinados trabajos, incluso en la Administración Pública. Durante la presidencia de Abdurrahman Wahid se planteó la posibilidad de poner fin a la clandestinidad de los comunistas, lo que provocó tal controversia en la sociedad indonesia que se aceleró su destitución.